# Piros madársisak
A piros madársisak (Cephalanthera rubra) az egyszikűek (Liliopsida) osztályának spárgavirágúak (Asparagales) rendjébe, ezen belül a kosborfélék (Orchidaceae) családjába tartozó, Magyarországon védett, erdei növényfaj.

## Előfordulása
Európában, Észak-Afrikában és Nyugat-Ázsiában honos. Európában elterjedési határa a Brit-szigetektől az Urálig, a mediterrán térségtől Dél-Skandináviáig terjed. Megtalálható Kis-Ázsiában, Észak-Iránban és a Kaszpi-tenger környékén. Magyarországon hegységekben, domb- és síkvidéken egyaránt előfordul, megtalálható többek között az Északi-középhegységben, a Börzsönyben, a Pilisben, a Vértesben, a Bakonyban, a Mecsekben és a Duna-Tisza-közén.

## Megjelenése

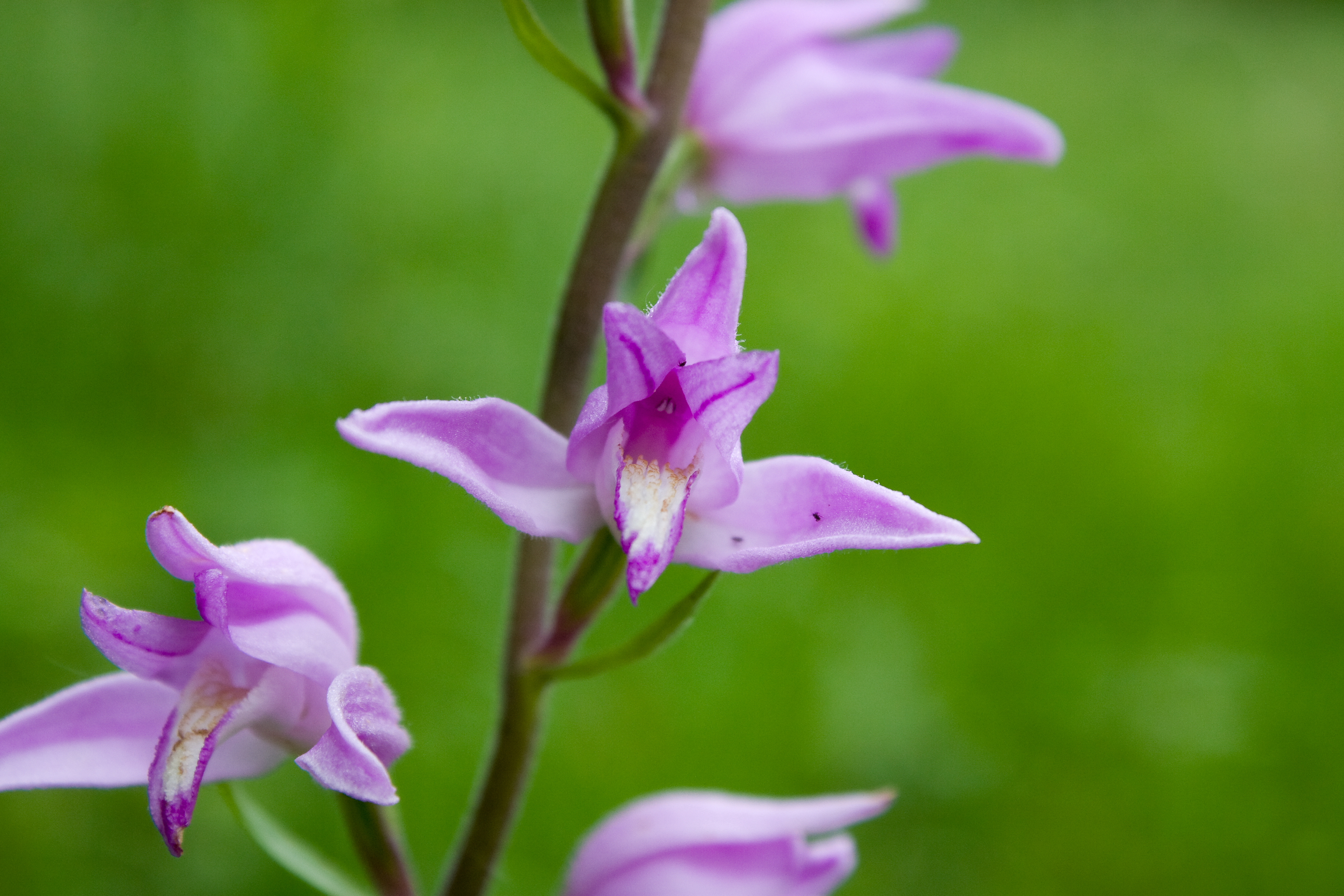
Virágai

A piros madársisak 20-50 centiméter magas, lágyszárú, évelő növény. A talajban található gyöktörzse, amiből minden évben kihajt (geofiton). Szárának felső része, magháza és a külső lepellevelek ritkásan mirigyszőrösek. Szárán 4-6 lomblevél nő, amelyek 4-10 centiméter hosszúak és 1-3 centiméter szélesek; az alsók széles-lándzsás, a felsők szálas-lándzsás alakúak.
Május-júliusban virágzik. Virágai 3-10 tagból álló laza fürtöt alkotnak. A virágok murvalevelek hónaljából nőnek ki, amelyek a fürt alján még meghaladják a magház hosszát, de felfelé egyre rövidülnek. A virágok külső lepellevelei (szirmai) kihegyesedőek, rózsaszínes- vagy liláspirosak, 16-25 milliméter hosszúak és 6-8 milliméter szélesek, kívül mirigyszőrösek. A belső lepellevelek szőrtelenek, 14-20 milliméter hosszúak, 7-9 milliméter szélesek. A mézajak nem különül el élesen, szintén liláspiros szegélyű és sárgás-fehéres hosszanti barázdák figyelhetők meg rajta. Ismert fehér virágú színváltozata (lus. albiflora).
Termése 19-23 milliméter hosszú, 5-7 milliméter vastag toktermés, amely 1500-9500 apró magot tartalmaz.

## Életmódja
A piros madársisak a gyertyánosok, bükkösök, erdei fenyvesek, cseres-tölgyerdők, homoki tölgyerdők, nyáras borókásak lakója. Kedveli a tápanyagban dús, laza mésztartalmú talajokat, hazai lelőhelyein a talaj pH-ja átlagosan 7,31-nek bizonyult. Mérsékelten árnyéktűrő, élőhelyein a lombkorona általában 40-90%-ban záródik.
A magok csírázás után 3-4 évig csak a gyöktörzset fejlesztik és csak ezután hoznak hajtást. Eközben a többi kosborhoz hasonlóan  gombákkal (pl. Leptodontidium, Tometella, Phialophora nemzetségek) alkot gyökérkapcsoltsági (mikorrhizás) szimbiózist. Ez a kapcsolat a növény egész élettartama alatt megmarad és jelentős szerepet játszik anyagcseréjében; vizsgálatok szerint szénforgalmának negyede, nitrogénforgalmának közel kétharmada a gombától származik. Léteznek klorofillhiányos változatok is, de Magyarországon még csak egy ilyen példányt találtak. Virágzásra csak a gyöktörzs kifejlődése utáni további 11-12 év elteltével kerül sor.
A hajtások májusban kezdenek növekedni és levelei szeptember-októberig maradnak zöldek. Május-júliusban virágzik, középnapja június 19-re esik. Átlagosan 2-3 hétig virít. Termései szeptember-októberre érnek meg.
A piros madársisak nem termel nektárt, a beporzáshoz a rovarokat úgy csalogatja magához, hogy virága alakjával és a méhek számára látható spektrumban a színével is a harangvirágokat (főleg a baracklevelű harangvirágot) utánozza; mézajkán a sárga sávok is a harangvirág porzóit mímelik. Elsősorban a hengeresméhek (Chelostoma) hímjei porozzák be, akik a haragvirágon táplálkozó nőstényeket látogatják végig. A beporzás nem túl hatékony, Ausztriában és Németországban maximum 21-28%-os beporzottsági arányt mértek. Magyarországi megfigyelések 13%-os megtermékenyülést tapasztaltak, 41 példányon összesen 38 terméssel. Vegetatívan is szaporodhat a rizóma elágazásával.

## Természetvédelmi helyzete
A piros madársisak nagy területen elterjedt, helyenként gyakori is, ezért a Természetvédelmi Világszövetség Vörös listáján nem fenyegetett a státusza. Általában az erdőirtás, élőhelyének elvesztése veszélyezteti. Magyarországon egyedszáma tízezres nagyságrendű, eddig összesen 313 lelőhelyen észlelték, amelyből mára 244 maradt, így visszaszorulása 22%-os. 1988 óta védett, természetvédelmi értéke 10 000 Ft. Speciális megporzásbiológiája miatt nagymértékben függ a hengeresméhek jelenlététől. Kipusztulóban levő angliai állományát csigák kártétele veszélyezteti, ami ellen rézgyűrűket helyeznek el a növényeken.

## Képek

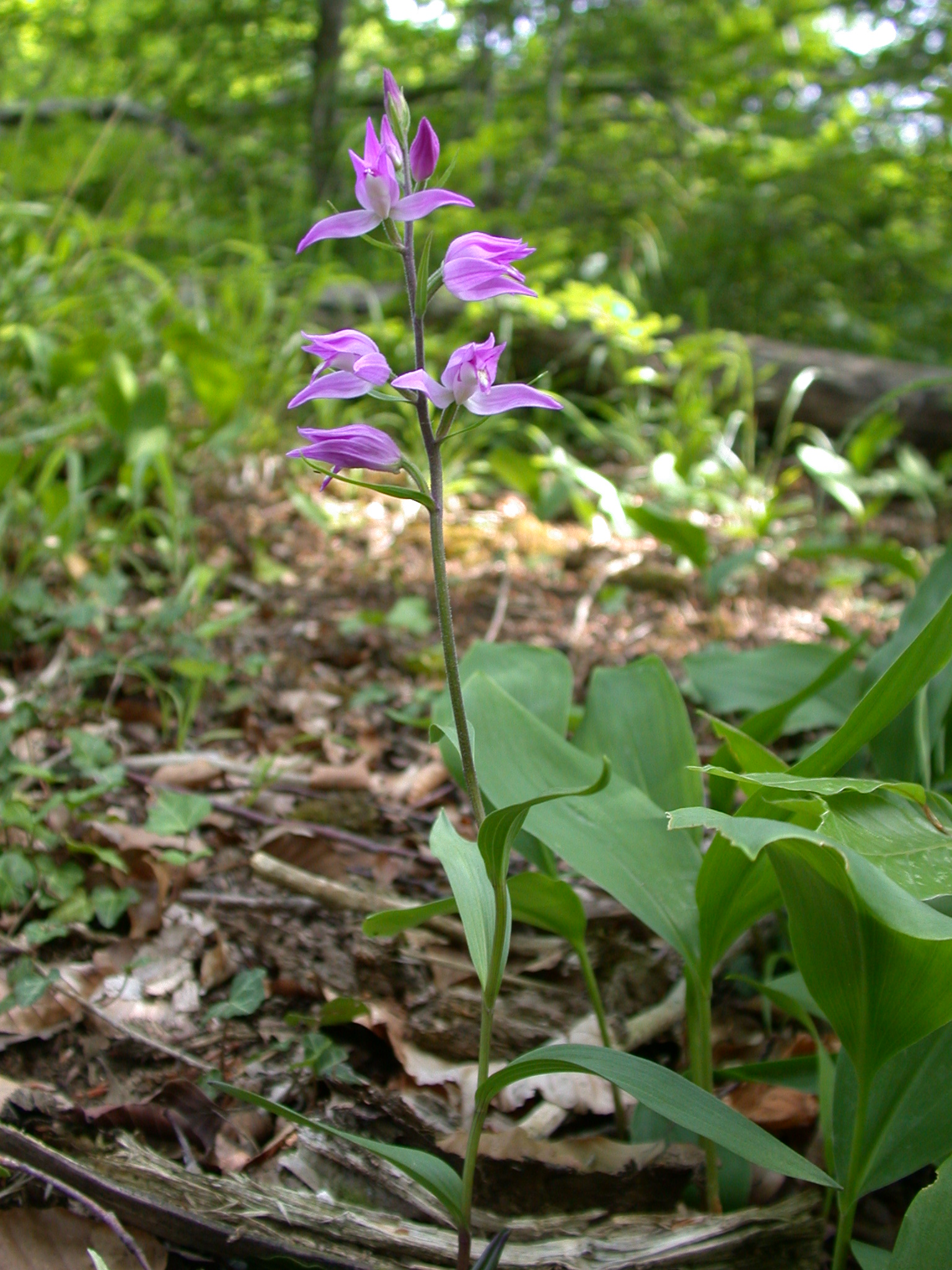
Virágzó madársisak
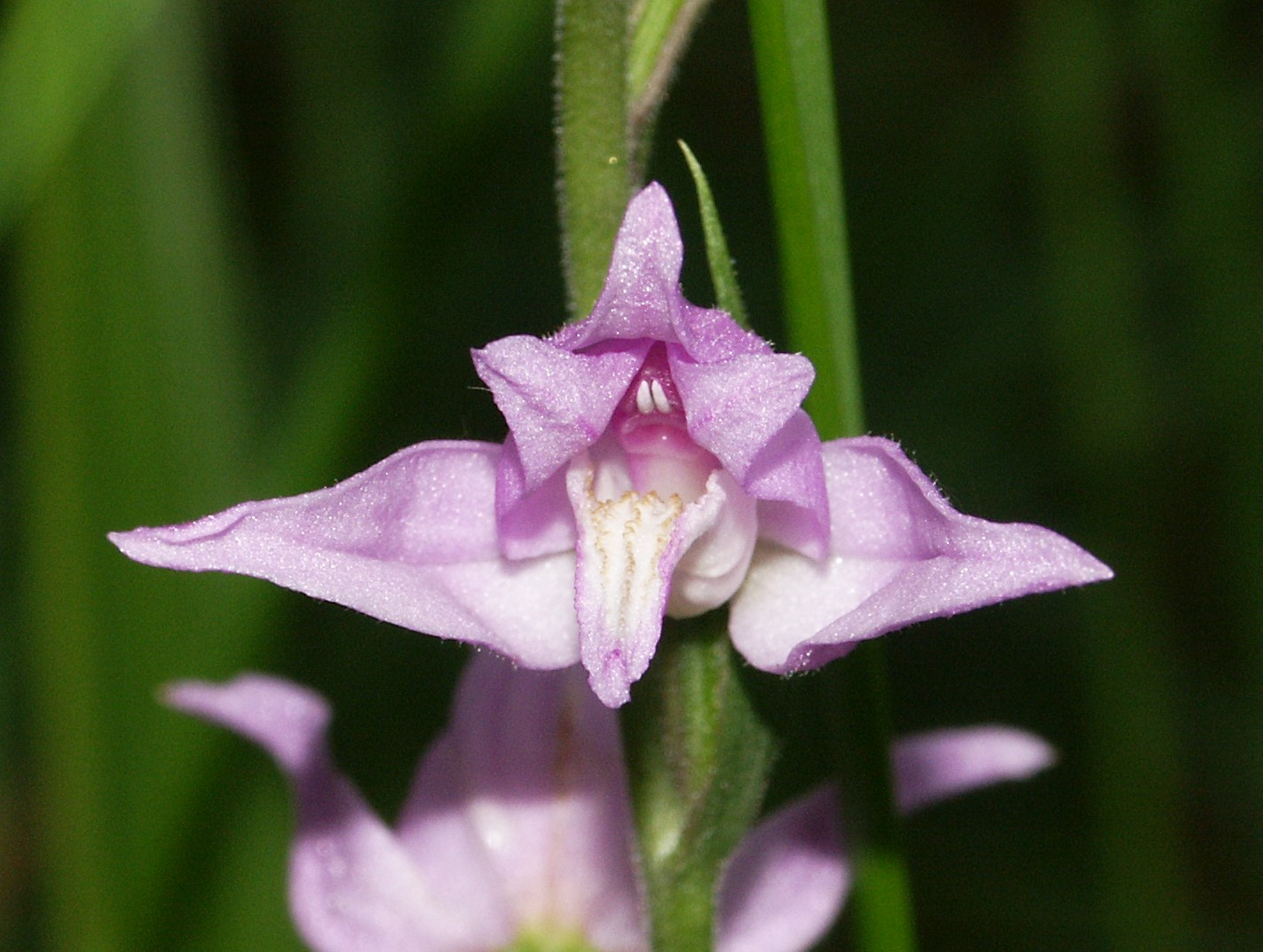
Virága közelről
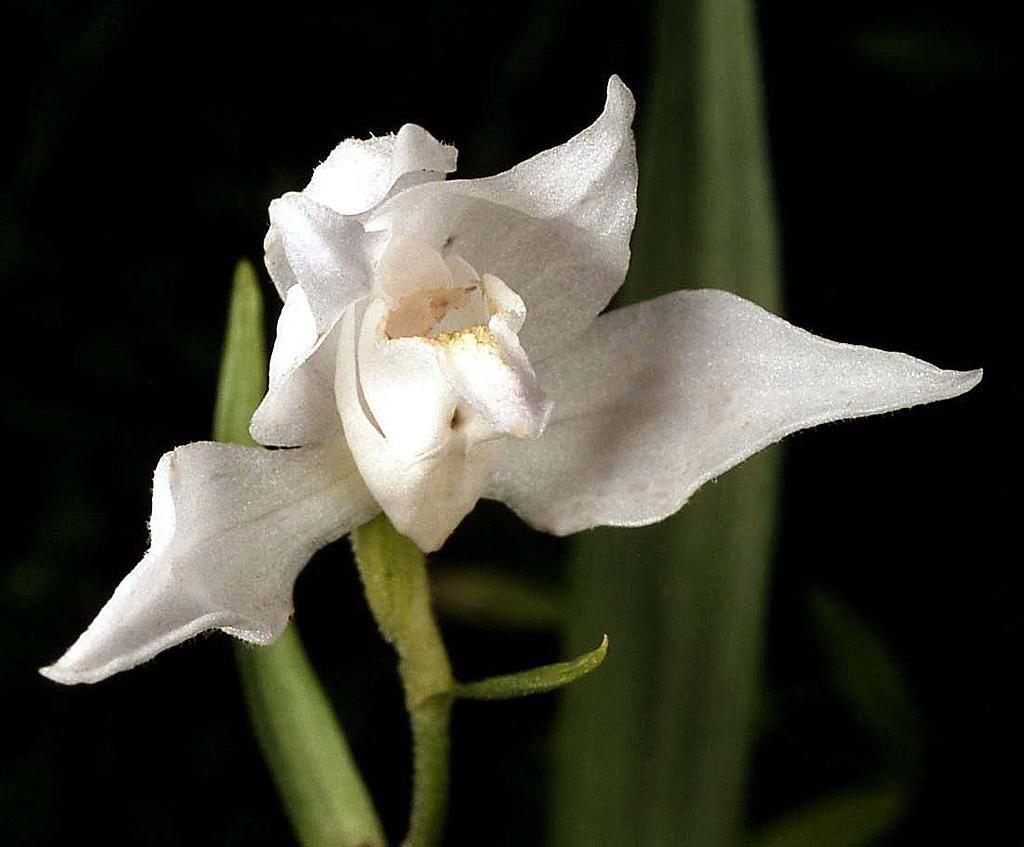
Fehér színváltozata
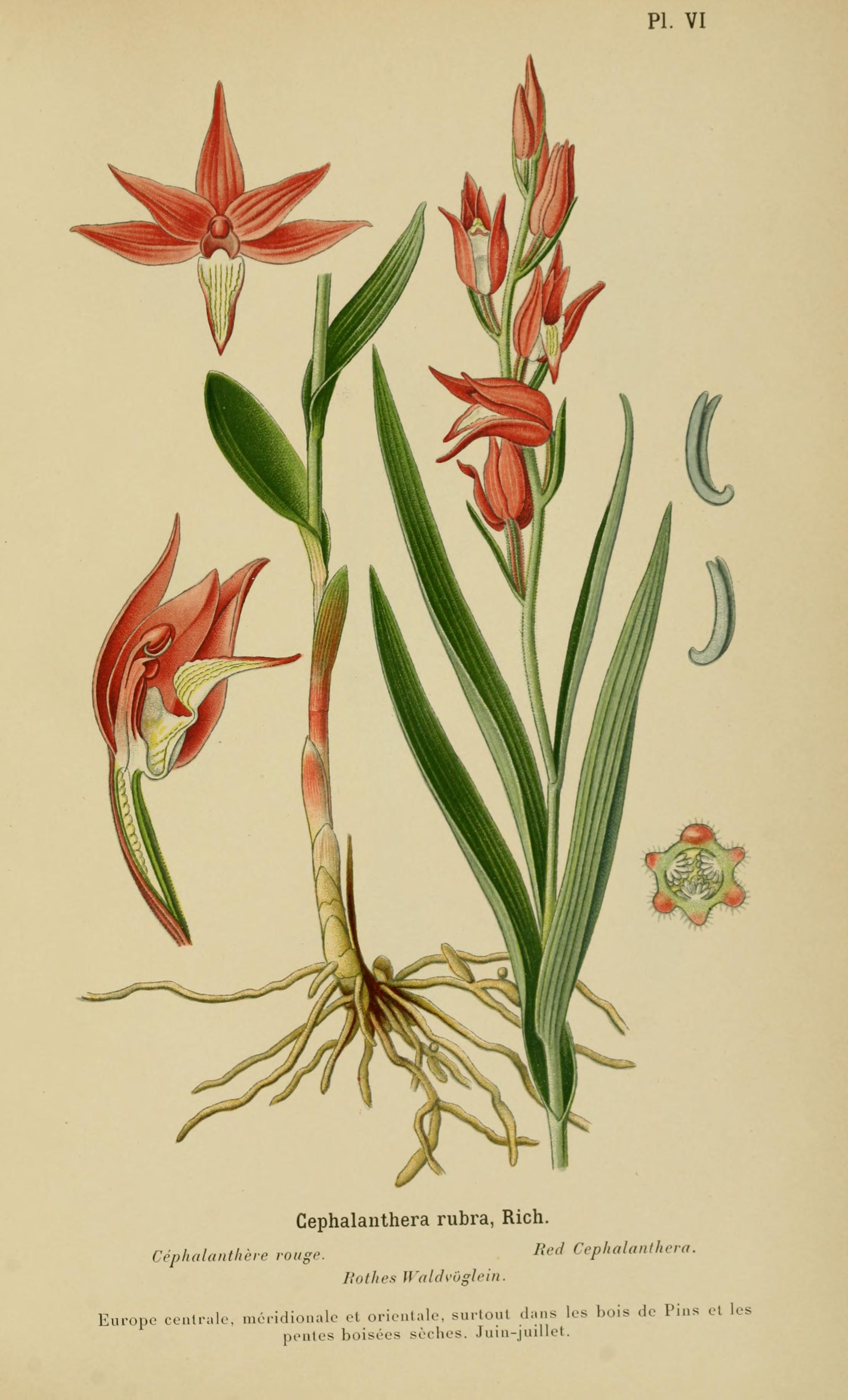
Ábrázolása az Album des orchidées de l'Europe centrale et septentrionale-ban (1899)